# Vera de Montenegro
Vera Petrović-Njegoš (em sérvio: Вјера Петровић-Његош; romaniz.: Vjera Petrović-Njegoš; Rijeka Crnojevića, 22 de fevereiro de 1887 – Antibes, 31 de outubro de 1927) foi uma princesa montenegrina, sendo a décima primeira filha, nona menina, do rei Nicolau I de Montenegro e de sua esposa, Milena Vukotić.

## Biografia

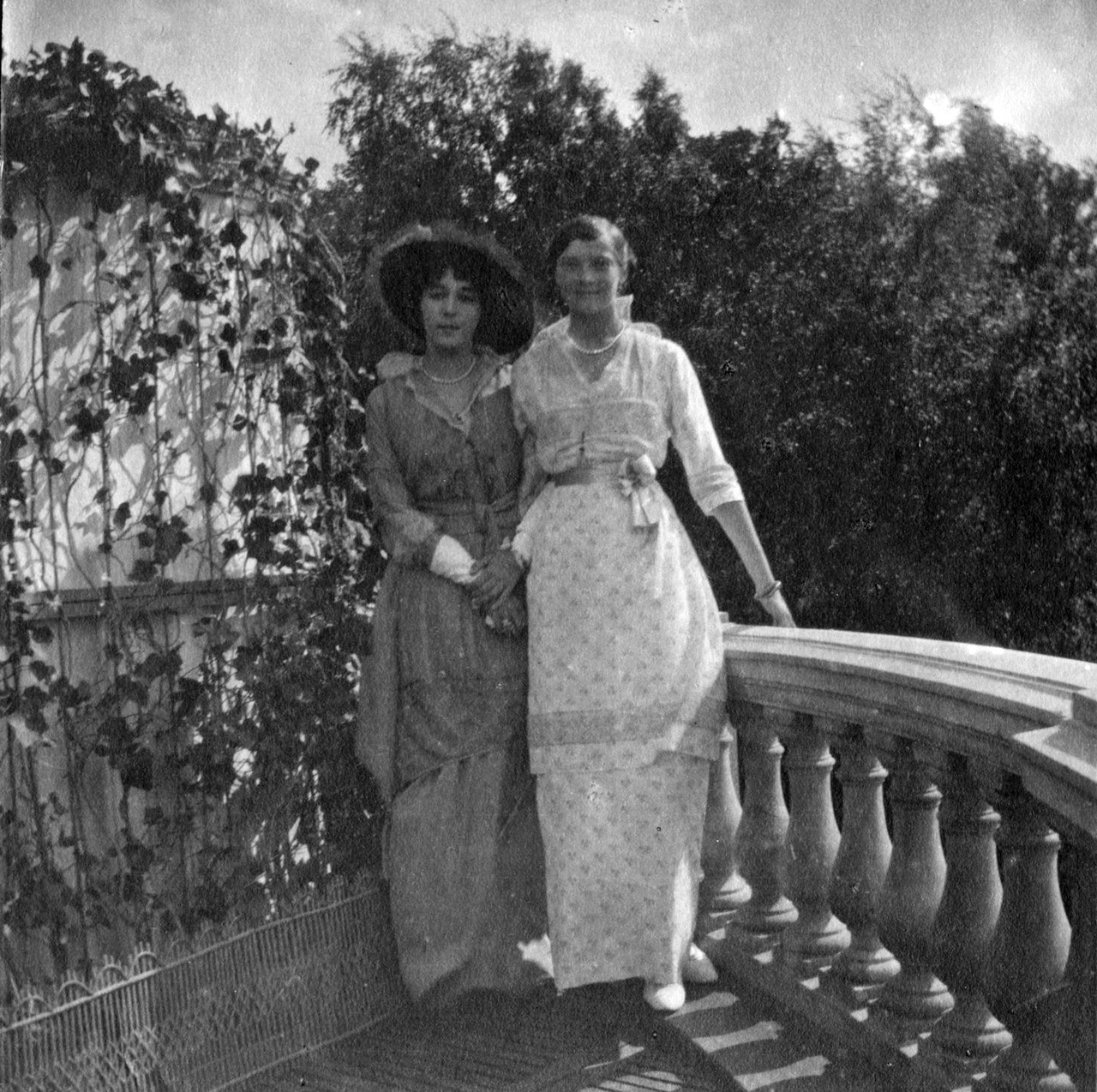
Vera com a grã-duquesa Tatiana Nikolaevna da Rússia no Palácio de Peterhof em 1914

Vera e sua irmã, a princesa Xenia, não foram educadas no Instituto Smolny, na Rússia, como suas irmãs mais velhas, mas sim em casa. Ela foi descrita como bonita e elegante, mas mais sensível e tímida, e não tão enérgica ou obstinada, como suas irmãs mais velhas.
Ela se interessava por pintura, mas é lembrada principalmente pelo esforço que fez ajudando as vítimas feridas de uma explosão no porto de Bar, pelo qual recebeu ela foi condecorada. Quando era jovem, o pai de Vera tinha grandes esperanças de que ela e sua irmã mais velha Xenia se casassem com membros da família imperial russa.  Mas ela decidiu nunca se casar.
Vera deixou Montenegro quando seu pai foi deposto em 1918 e se estabeleceu com seus pais e sua irmã Xenia na França. Ela também participou de trabalhos humanitários na França. Ela morreu em 31 de outubro de 1927 em Antibes, França, e foi enterrada com seus pais e irmã Xenia em Sanremo, Itália, mas como eles, seus restos mortais foram enterrados novamente em Cetinje em 1989.